# Maciej Ulewicz
Maciej Ulewicz (ur. w Gdańsku) – polski prezenter radiowy i telewizyjny, dziennikarz muzyczny, wokalista i politolog. 

## Życiorys
Od 2004 do 2014 prowadził audycje w Radiu PiN, między innymi do 2010 ze Staszkiem Trzcińskim „Pinacolada”, Gorączkę codziennego wieczoru, Ulewiczas i razem z Agatą Passent – Związek partnerski Agaty Passent i Macieja Ulewicza. W 2015 prowadził audycję w Radiu Bajka. Od lipca 2019 prowadzi program Czyli Ulewicz w Chillizet. 
Razem z Anną Sańczuk był gospodarzem programu Kultura do kwadratu w Polsat News 2.
Firmuje składanki z muzyką smoothjazzową i lounge jako seria PiN in Pink, powstającej w ramach Kampanii na Rzecz Walki z Rakiem Piersi.
W 1990 założył rockową grupę IMTM, której był wokalistą i liderem. Zaśpiewał chórki na wydanej w 1994 płycie Natura zespołu Golden Life. Razem z grupą osób (m.in. Tomasz Krezymon, Anna Gigiel, Maja Kisielińska, Agata Warda) tworzy formację rewiową Prince of Dreistadt and the Girls from Warshau Stadt Palast.